# 용눈이오름

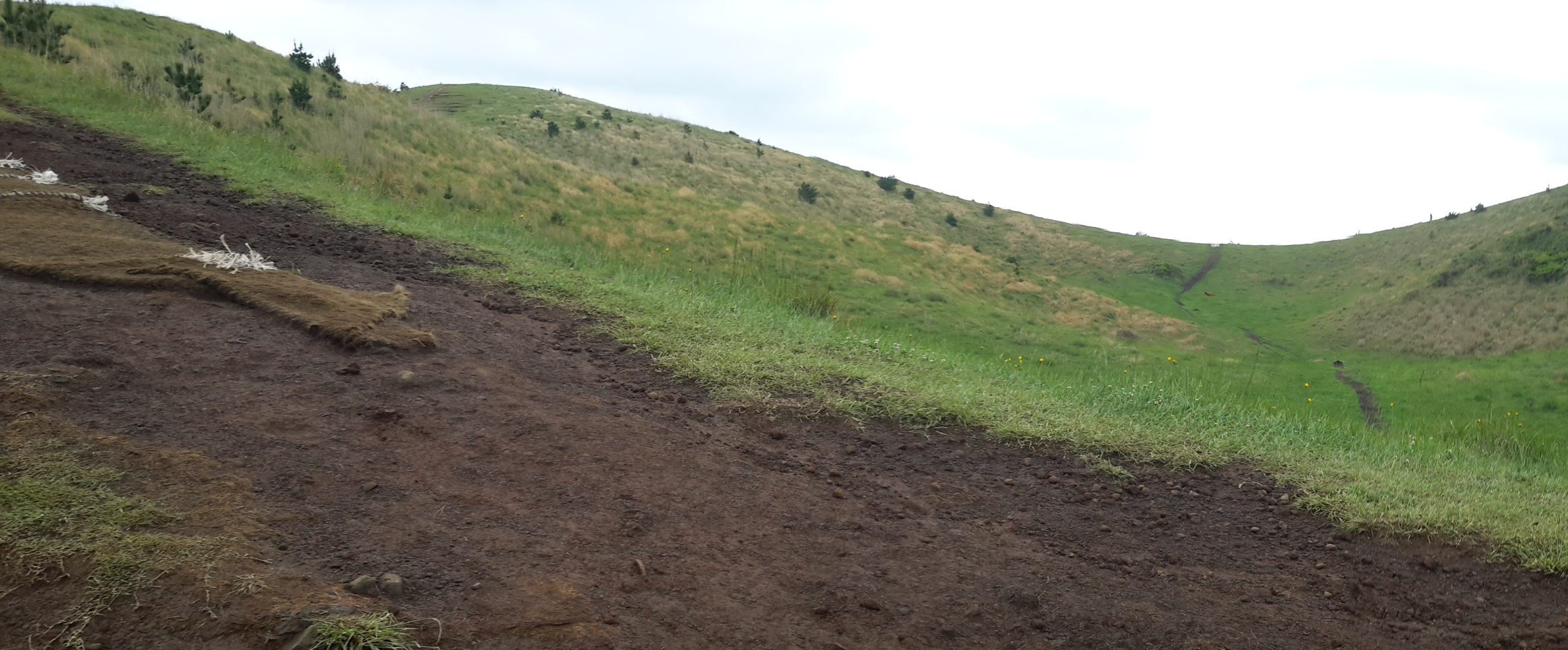
용눈이오름

용눈이오름(龍眼岳 / 龍遊岳 / 龍臥岳)은 대한민국 제주특별자치도의 제주시 구좌읍 종달리에 있는 오름(측화산)이다. 표고 247.8m, 비고 88m, 둘레 2,685m, 면적 404,264m2, 저경 773m로 이루어져 있다.

## 위치
용눈이오름의 산정부는 북동쪽의 정상봉을 중심으로 세 봉우리를 이루고, 그 안에 동서쪽으로 다소 트여있는 타원형의 분화구가 있으며, 전체적으로 산체는 동사면쪽으로 얕게 벌어진 말굽형 화구를 이룬다.
서사면 기슭에는 정상부가 주발모양으로 오목하게 패어 있는 아담한 기생화산과 원추형 기생화산인 알오름 2개가 딸려 있어, 용눈이오름은 도너리오름과 함께 화구가 두 개 이상에 형성된 복합형 오름으로 기록돼 있는데, 특히 여러종류의 화구로 이루어진 복합형 화산체로 특이한 모습의 오름으로 알려져 있다.

## 배경
제주 오름의 비경을 영화 늑대소년에서 마음껏 감상할 수 있다. 바로 제주의 ‘물영아리오름’과 ‘용눈이오름’이다. 철수(송중기)와 순이(박보영)가 신나게 내달리며 마음껏 즐거워하던 그곳에서 영화의 여운을 느낄 수 있다. 까칠하던 순이가 철수와 더불어 공을 차면서 마음껏 웃고 달리던 장면은 용눈이오름에서 촬영되었다.
이리저리 공을 쫓아 열심히 달리던 철수에게 '기다려!'를 외치며 귀여운 반칙을 일삼는 순이의 모습처럼 부드러우면서 유려한 곡선미를 뽐내는 용눈이오름은 천진난만한 아이들의 마음을 고스란히 펼쳐내기에 좋은 장소로 알려져 있다. 꾸밈없는 대자연과 어우러져 한 편의 동화 같은 영화가 촬영되었다. 용눈이오름은 오랜 사진 작업을 통해 세간에 오름의 진가를 알린 제주의 쉼터 두모악의 고 김영갑 작가가 가장 사랑했던 곳이기도 하다.
구좌읍는 제주특별자치도 제주시에서 가장 동쪽에 위치한 읍이다. 제주도의 동단에 위치하여 동북쪽이 남해에 면하고 서쪽은 조천읍 남동쪽은 서귀포시와 접하고 있다. 한라산에서 가장 멀리 뻗어 있고 정삼각형에 가까운 부채꼴 형태를 이루고 있다. 동북 해안선은 굴곡이 심하며 곳곳에 현무암의 암초가 발달하였다.
조선 시대 제주목의 좌면(左面)이었다가 1895년 부제(府制)를 실시하면서 제주부 제주군 구좌면이라 했다. 1915년 도제(島制)가 실시됨에 따라 구좌면은 전라남도 제주도 구좌면으로 행정구역이 변경되었다. 1946년 도제(道制)의 실시로 제주도 북제주군 구좌면이라 했다. 1980년 구좌읍으로 승격되었고, 2006년 제주특별자치도가 출범함에 따라 제주특별자치도 제주시 구좌읍이 되었다. 현재 종달리 · 김녕리 · 동복리 · 덕천리 등 12개의 법정리를 관할하고 있다.

## 전해오는 이야기
용눈이오름은 제주특별자치도 제주시 구좌읍 종달리에 위치한 소화산체이다. 산정부는 북동쪽의 정상봉을 중심으로 3개의 봉우리를 이루고, 그 안에 동서쪽으로 다소 트여 있는 타원형의 분화구가 있다. 전체적으로 산체는 동사면 쪽으로 얕게 벌어진 말굽형 화구를 이루는 복합형 화산체이다.
『탐라지도병서』, 『제주삼읍도총지도』, 『제주삼읍전도』에 '용유악(龍遊岳)'이라 기재했다. 『제주군읍지』의 「제주지도」에 '용안악(龍眼岳)', 『조선지형도』에는 '용와악(龍臥岳)' 등으로 표기했다. 지명 유래와 관련하여 오름의 형세가 용들이 놀고 있는 모습이라서 '용논이오름'이라는 설, 용들이 누워있는 모습이라 해서, 혹은 위에서 보면 오름의 분화구가 용의 눈처럼 보인다 해서 '용눈이오름'이 되었다는 등의 여러 가지 설이 있다.

## 같이 보기
- 다랑쉬오름
- 물영아리오름
- 아부오름